# Grupo Rockefeller
El Grupo Rockefeller es una compañía privada con sede en la ciudad de Nueva York, involucrada principalmente en operaciones inmobiliarias en los Estados Unidos.
Es propiedad de la Mitsubishi Estate Co Ltd. Durante 70 años, el Grupo ha puesto en marcha algunos de los mayores proyectos comerciales en los inmuebles de los Estados Unidos, a partir del desarrollo de uno de los mayores complejos del mundo en el Rockefeller Center.
Después de la construcción del complejo de art déco, de 6 millones de pies cuadrados de 1931, en la década de 1940 (el nombre de la empresa que entonces era la Metropolitan Square Corporation
), da empleo a cerca de 75000 trabajadores, la compañía inmobiliaria ha desarrollado varias torres en las inmediaciones de la vecindad entre 1940 y el decenio de 1950 y durante los años 60. Entró en una sociedad con Time-Life y construyó un edificio de 48 pisos de la empresa que abrió sus puertas en 1959; este encabezado de expansión del Centro hasta el oeste de la Sexta Avenida en Manhattan.
A principios de 1970, han añadido un total de cuatro torres de Estilo Internacional al Rockefeller Center, y más que duplicar el tamaño original del complejo. 
En 2003, formaron una empresa conjunta con CommonWealth Partners, LLC para la gestión de grandes propiedades inmobiliarias en los Estados Unidos. 
Hoy, el Grupo mantiene una gestión de administración en la posición de 7,7 millones de pies cuadrados de espacio de las primeras oficinas que hace la Rockefeller Center, al oeste del corredor (los nuevos edificios). El este y la parte original del centro es ahora propiedad de Tishman Speyer y de la Crown family de Chicago.
- Datos: Q3437934